# Гаврил Атанасов
Гаврил Атанасов Христов е български зограф и фотограф от Македония от края на XIX – началото на XX век. Гаврил е автор на множество иконостаси, преносими икони и стенописи в Малешево и Пиянец, както и в Кочанско, Щипско, Радовишко, Струмишко. Само в църквите в Малешево и Пиянец Републиканският институт за защита на културно-историческите паметници е регистрирал 300 икони, от които 41 на сина му Борис Гаврилов.

## Биография
Роден е в 1862 или 1863 година в Берово, тогава в Османската империя, в семейството на влах преселник от Крушево и майка от Ратево. Гаврил Атанасов посещава българското училище в Берово в 1870 – 1871 година. Тъй като семейството му е бедно, работи като аргатин.
Когато е на около 18 години заминава за Света гора при брат си Христо, който работи като слуга в руския манастир „Свети Пантелеймон“. Там вижда работата на зографите и сам пожелава да се обучава за зограф. Брат му предплаща с 20 лири обучението му за три години и Гаврил Атанасов учи занаята първо при Григори Шкурт в Карея, но недоволен от учителя си, остава при него от 1881 до 1885 година и го напуска. След това се обучава при негушанина Христодулос Матеу пак в Карея от 1886 до 1887 година, а след това става негов помощник. Съвместната им работа продължава 13 години, а през това време рисуват икони изключително за Русия. Към 1898 година Гаврил се отделя от майстора и прекарва година и половина в руската килия в Карея, като руският иконописец Поликарп, вече стар, му предава първенството.
След това към 1901 година се връща в Берово и се жени за Мария Попбурова. Занимава се и с революционна дейност и през есента на 1903 бяга в Кюстендил, Свободна България, заедно с 50 - 60 души. В Кюстендил остава една година и изписва някои малки икони за „Свети Мина“ и „Свети Димитър“, където негова е иконата на Свети Димитър.
След Кюстендил Гаврил Атанасов заминава за София, където рисува малките апостолски икони в гръцката църква „Свети Георги“. Иконите в този храм също са негови - направени на Света гора, но подписани от Христодулос Матеу.
В 1905 година заминава за Кареа на Света гора, където учи фотография от Васил Тарарачков, когото учи на иконопис. След две години на Света гора се връща в Берово, където се установява.
В „Свети Архангел Михаил“ в Берово Гаврил работи в периода от 1899 до 1920 година и 13 икони в него носят неговия подпис. Заедно със зографите Григорий Пецанов и Димитър Папрадишки Гаврил Атанасов е автор на иконописта в струмишката българска катедрала „Св. св. Кирил и Методий“, построена в 1911 година. В 1913 – 1914 година рисува иконите в църквата „Свети Спас“ в Раздол и „Света Троица“ в Добри лаки.
Заради започването на войните Гаврил спира дейността си, но я подновява в 1920 година. В 1921 – 1922 година твори в църквата „Възнесение Господне“ в Погулево. В 1919 година рисува иконите за църквата „Свети Георги“ във Воиславци. Едни от най-хубавите му икони са в храма „Свети Димитър“ в Смиланци.
В периода 1924 – 1925 година рисува всички икони за църквата „Рождество Богородично“ в Тренчовци, Беровско. По същото време Гаврил изписва иконите за църквата „Свети Георги“ в Град, „Рождество Богородично“ в Ракитец, „Свети Атанасий“ в Мачево, Беровско, в беровските църкви „Рождество Богородично“ и „Успение Богородично“ (1920 – 1922 година). Автор е на стенописите в църквата „Света Богородица“ в село Дворище, Беровско, на иконите в църквата „Свети Георги“ (1932 – 1933 година) в село Сушица, Струмишко. Негово дело са стенописите в средния купол и Света Варвара на стената в църквата „Свети Архангел Михаил“ в село Ваксево, Кюстендилско.
Църквата „Свети Атанасий“ в Нов Истевник е изградена в 1936 година и иконите са от XX век от зограф Гаврил Атанасов. Не е зографисана.
Освен със зографството Гаврил Атанасов се занимава и с фотография и е първият фотограф в Малешево. Той е автор на снимката на убития в 1906 година край малешевското село Русиново Даме Груев. Снимката е направена с комисията за идентифициране на убитите комити. През 1934 година ателието на Атанасов изгаря и голяма част от творчеството му е унищожено.
Умира в Берово в 1951 година.
С жена си имат осем деца. Синът му Борис Гаврилов също е зограф.

## Техника
По разказ на Гаврил Атанасов, техниката му на рисуване включва изключително внимателно рисуване с въглен на грундирана дъска, за да не се повреди гладката повърхност на грунда. Върху тези линии Атанасов прокарва втори линии с молив, изчиства въглена и започва работа с боите. Той смесва малко боите на палитрата, освен за по-специалните тонове. Обикновено слагал боите и с кръгла четка с къси косми започва да чука по багрилата докато не започват да преливат едно в друго. По този начин в неговите творби се получават фини полутонове и преходи. Багрилата се заглаждат идеално чрез тази техника и не остават каквито и да е следи от четка. Иконата се лакира, след като изсъхне боята. Тази техника повлиява и върху стила на твореца. Идеите му за форми за много близки до неокласицизма. За времето му това явление е характерно за много от майсторите на икони в Русия, както и за повечето майстори изобщо в Света гора.